# Win Braun
Win Braun (* 20. Oktober 1955 in Breinig, Nordrhein-Westfalen; † 17. Februar 2017 in Stolberg, Nordrhein-Westfalen) war ein deutscher Maler.

## Studium
Win Braun studierte von 1975 bis 1979 Freie Malerei an der Staatlichen Hochschule für Bildende Künste Braunschweig. Beeinflusst wurde er vom Expressionismus, vor allem von Ernst Ludwig Kirchner und der Künstlergruppe Brücke sowie vermutlich vom französischen Maler Maurice Utrillo. Mit seinen Künstlerkollegen Franz-Bernd Becker, Emil Sorge, und Hartmut Ritzerfeld, die er aus seiner Studienzeit kannte, gründete er die „Vennakademie“. Der Begriff „Venn“ stellt den Bezug zur ländlichen Eifel dar und „Akademie“ den zum städtischen Düsseldorf. Düsseldorf war für die vier Künstler eine prägende Stadt, da sie hier engen Kontakt zu Joseph Beuys und seinem Kunstbegriff hatten. Darüber hinaus studierte Win Braun einige Semester katholische Theologie. Sein Leben diente Dietmar Sous als Vorlage für seinen Roman „Glasdreck“.

## Ausstellungen
Ein ehemaliger Kuhstall im Stolberger Stadtteil Breinig in Win Brauns Bauernhof diente bis vor einigen Jahren als Ausstellungs- und Veranstaltungsort. Zur Eröffnung am 6. Oktober 1983 kamen mehr als 500 Kunstenthusiasten. 
Win Braun konnte seine Werke einem breiten Publikum in zahlreichen Ausstellungen im In- und Ausland vorstellen, so unter anderen in Zürich, Gent, Budapest, Maastricht, Havanna/Kuba und in Aachen. 
Sowohl die Sammlung Ludwig als auch das Land NRW besitzen Werke von Win Braun. Anlässlich des Festes „50 Jahre NRW“ konnte Win Braun ein Werk an Christina Rau übergeben. In Frankreich (z. B. Faches-Thumesnil) sind ebenfalls Werke von ihm zu sehen. 
In Kuba wurde er für sein Lebenswerk mit einem hohen staatlichen Orden ausgezeichnet.
In seinem Heimatort Breinig ist in der alten Pfarrkirche St. Barbara mit 14 originalen Gemälden von Win Braun, seit 1994 einer der wenigen expressionistischen Kreuzwege in Deutschland zu sehen. Ein Teil seiner Werke befinden sich in der „Sammlung Beumers“ im Haus zum Turm in Monschau.

## Tätigkeit als Kurator
Seit 1993 organisierte Win Braun die regelmäßig stattfindende Kunstaktion „Kunst und Breinig“, die überregional große Beachtung fand. Schirmherr war unter anderem der frühere Bundespräsident Johannes Rau. Teilnehmende Künstler waren beispielsweise: Karl von Monschau, Dieter Call, Franz-Bernd Becker, Emil Sorge, Peter Sussner, Angelika Kühnen und Hartmut Ritzerfeld.
In Zusammenarbeit mit der Stadt Stolberg hat er Einzel- und Gruppenausstellungen in der Galerie der Burg Stolberg präsentiert.

## KunstmotivTour de France
Sein besonderes Augenmerk galt dem Radsport. Durch einen engen Kontakt mit dem ehemaligen T-Mobile-Team-Manager Olaf Ludwig entstanden in den letzten Jahren zahlreiche Werke zum Thema Tour de France.